# Azusa (cratère)
Pour les articles homonymes, voir Azusa.
Le cratère Azusa est un cratère d'impact de 39,25 km de diamètre situé sur Mars dans le quadrangle de Margaritifer Sinus. Il a été nommé en référence à la ville d'Azusa dans l'État de Californie, aux États-Unis.